# 阿波伎
阿波伎（あわぎ、生没年不詳）は、古代の済州島に存在した国家・耽羅の王族。661年に耽羅使として倭国（日本）へ派遣された。

## 記録
耽羅が日本の歴史書に最初に登場するのは、『日本書紀』巻第十七の、
とある記事で、継体天皇2年（推定508年）のときである。一方で高麗時代に編纂された『三国史記』によれば、耽羅は476年に百済の文周王に朝貢し、498年に東城王に服属したとある。しかし、いずれにしても5世紀後半から6世紀初頭にかけて、両国間に服属関係が成立したことが推定される。
阿波伎の名が現れるのは『日本書紀』巻第二十六のみであり、本文には、
と記述されている。
『日本書紀』に引用されている『伊吉博徳書』には、続けて津守吉祥を長とする遣唐使の航海記の一部が掲載されている。
当時、耽羅は服属していた百済の滅亡（660年）により、『唐会要』にあるように唐へ使いを派遣すると同時に上記の通り日本（倭）への使者を送るなど、国の命運をかけて独自の外交を模索していた。『旧唐書』巻第八十四の中の「劉仁軌伝」によると、白村江の戦いにおける降伏者の中に「耽羅国使」がいたことから日本とともに従軍していたことがわかり、百済と地理的に近い耽羅は同国救援拠点の役割を果たしていたものと思われる。
阿波伎が、朝倉橘広庭宮にて斉明天皇あるいは中大兄皇子へ謁見した際に、どのような話があったかについては伝わってはいない。なお、この入貢からほどなくして斉明天皇は崩御している。